# 駐日英国大使館
駐日英国大使館（ちゅうにちえいこくたいしかん、英語: British Embassy Tokyo）は、イギリスが日本に設置している大使館である。所在地は東京都千代田区一番町。

## 業務
東京都千代田区一番町の駐日本国英国大使館は、日本におけるイギリス政府の主要代表機関であり、在大阪英国総領事館（大阪府大阪市中央区）と協力して、日本でのイギリス情報提供のために活動している。

## 歴史

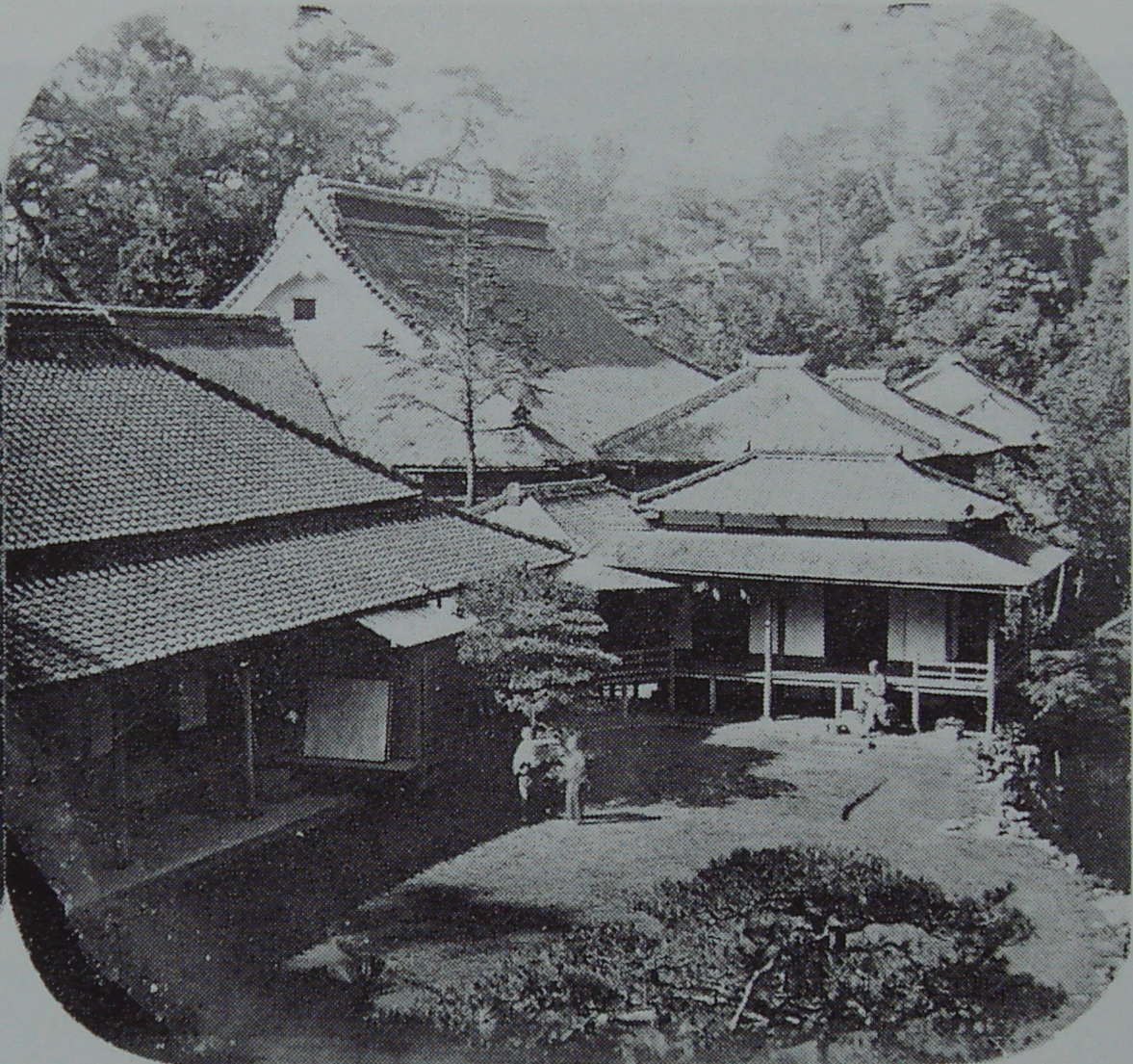
東禅寺。1860年代

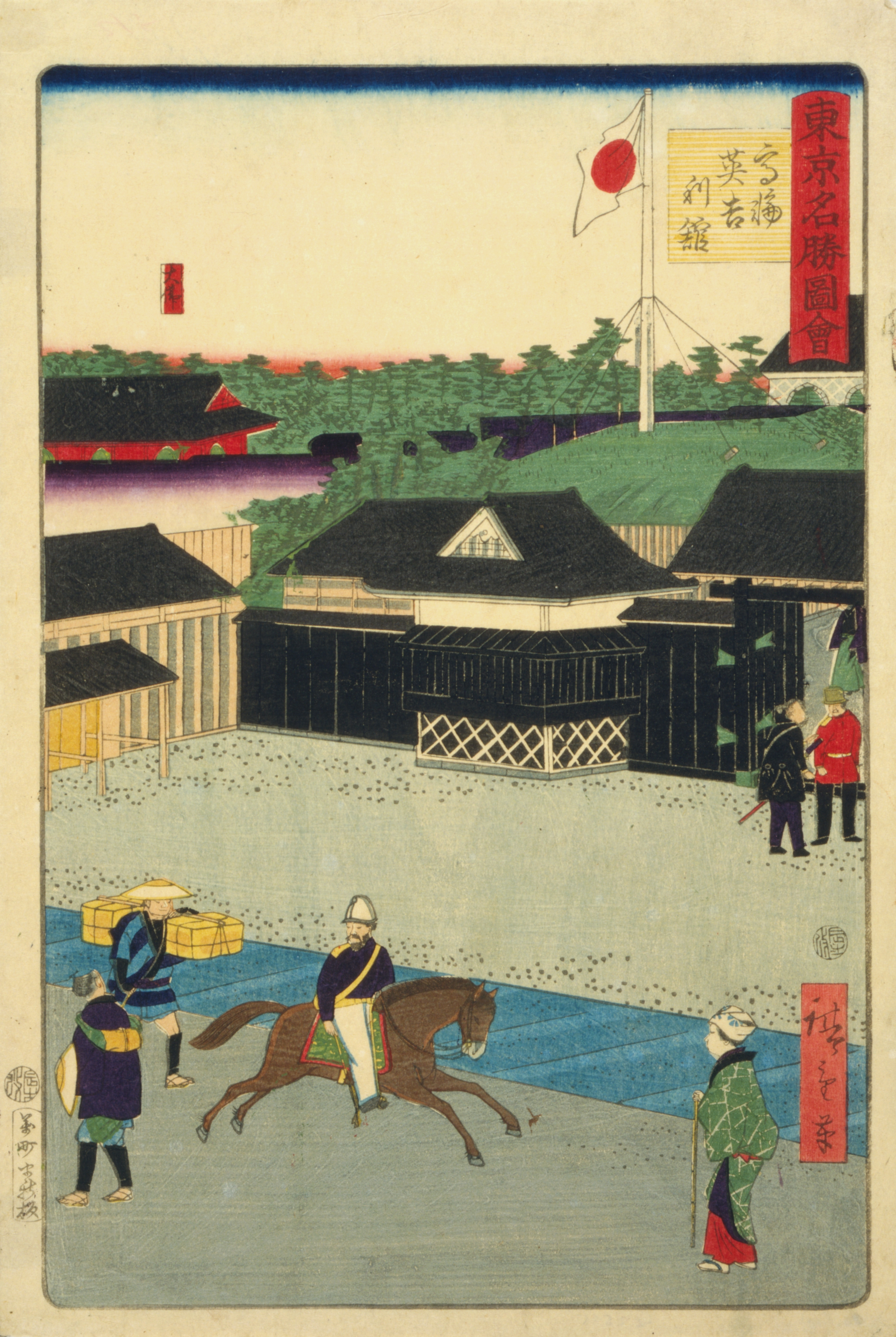
3代広重画「高輪イギリス館」1868年

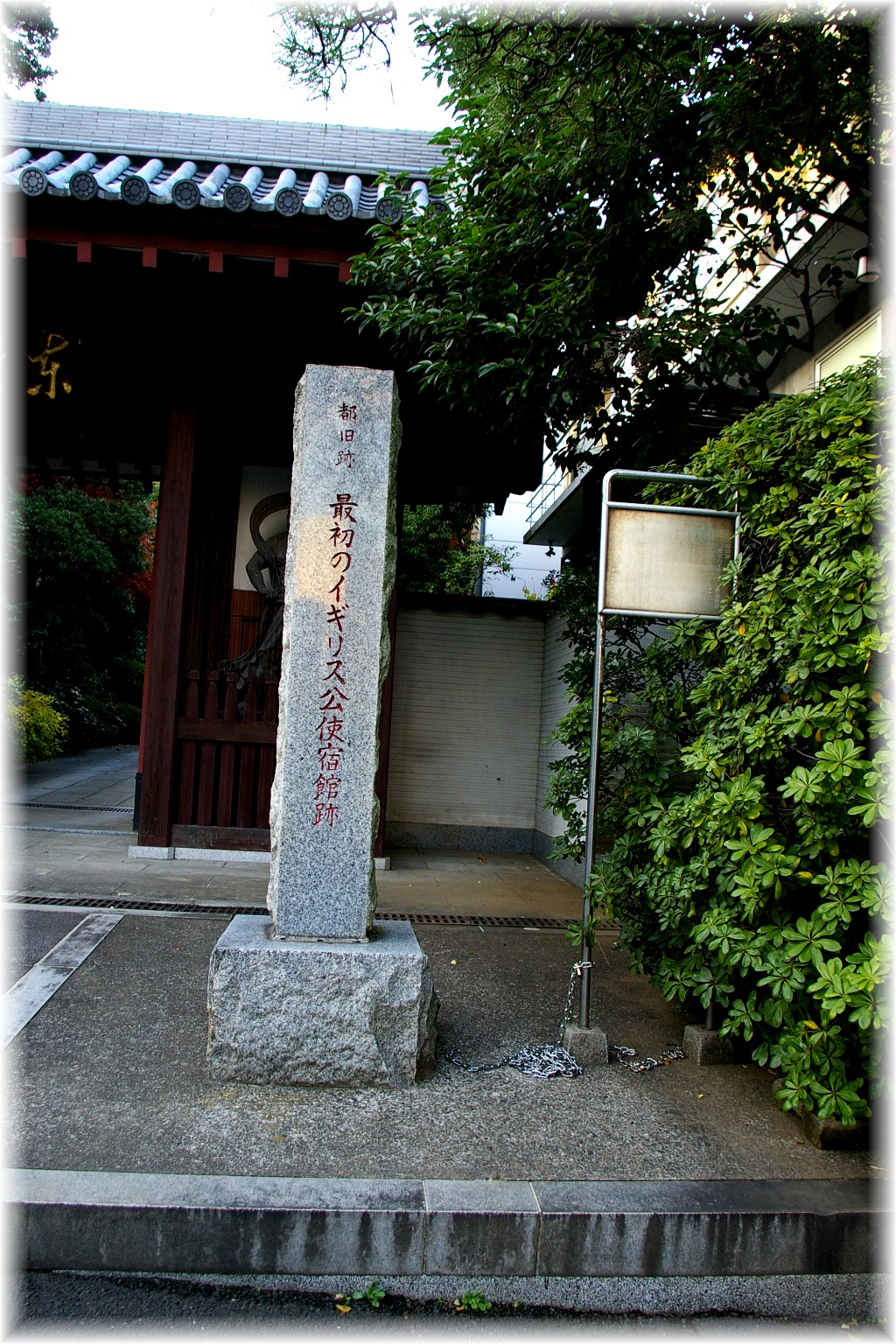
高輪東禅寺にある「最初のイギリス公使館跡」の石標

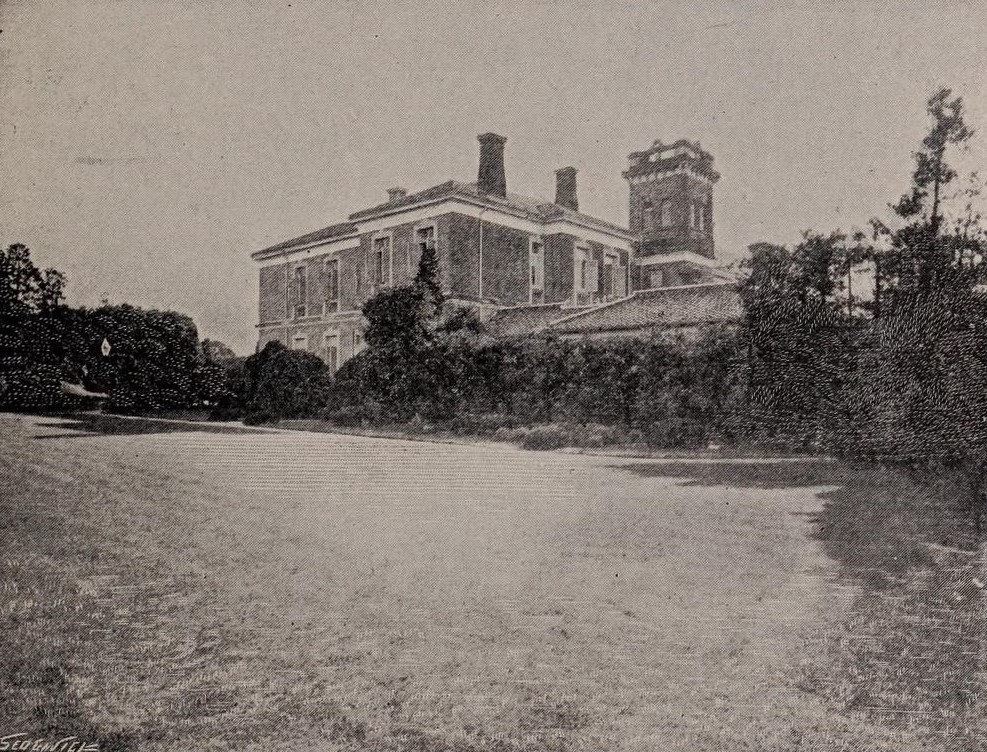
東京の英国公使館。1888年

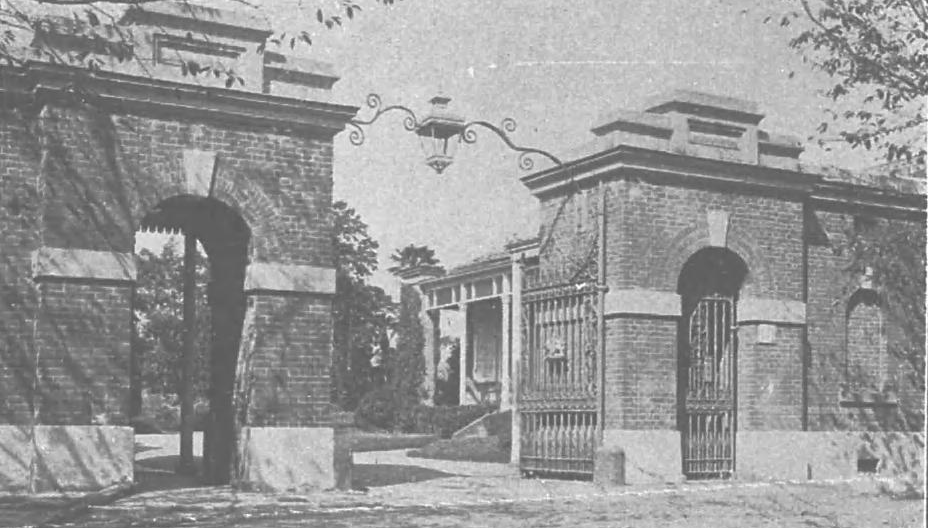
ボイス設計の赤レンガ作りの英国大使館。『東京府名勝図絵（1912年）』より。国立国会図書館「近代デジタルライブラリー」

日英修好通商条約締結の翌年にあたる1859年7月6日（安政6年6月7日）、ラザフォード・オールコックにより高輪東禅寺に英国総領事館が開設された。オールコックの公使昇進により、領事館は公使館となった。しかしながら、2度の東禅寺事件により公使館員が殺傷されたため、公使館は横浜に移った。その後江戸幕府は、英国を含む五カ国に対して建設費の1割を年賃貸料とすることで公使館を品川御殿山に建設する約束を交わした。オールコックはスケッチ案を幕府作事方に提示し、普請は順調に進んだが、完成直前の1863年1月31日（文久2年12月24日）に高杉晋作らによる焼き討ちにあってしまった（英国公使館焼き討ち事件）。２代目公使ハリー・パークスは泉岳寺前に仮公使館を残しながら、横浜に公使館を移すことにし、1866年になって横浜外国人居留地の技師のブリジェンスに横浜仮公使館と領事館の設計を依頼した。1867年に、英国政府は極東在外公館施設建物の本格的営繕のため工兵ウィリアム･クロスマン少佐 (William Crossman) を派遣し、クロスマン少佐の修正案により横浜公使館と領事館が完成した。また、クロスマン少佐の提案により上海に英国工務局分所が置かれることになり、同事務所により極東における英国公館建築の継続的営繕が行われた。
明治維新後、多くの大名屋敷が空になった。このため、1869年1月（明治元年11月または12月）頃、パークスは公使館を三田上野沼田藩の下屋敷跡に移した。さらに、パークスは恒久的な公使館用地を求めて、江戸城近くの複数の用地を物色した結果、1872年5月（明治5年）、七戸藩上屋敷、櫛羅藩上屋敷、七日市藩上屋敷、および旗本水野兵部の屋敷跡を合わせた12306坪（1884年（明治17年）の本契約では10833坪）をほぼ永久に貸与されることとなったが、賃料が低い水準に抑えられたことが両国間の問題となっていく（後述）。その後現在にいたるまで、この場所が英国大使館（1905年（明治38年）に公使館から大使館に昇格）の所在地となっている。
一番町の公使館は、英国工務局上海事務所の技師長ヘンリー・ボイス (Henry Boyce) 設計による赤レンガ作りのもので、1874年（明治7年）12月に竣工した。しかしながらこの初代の建物は、1923年（大正12年）の関東大震災で完全に倒壊した。倒壊後すぐさま新たな大使館が応急建設されたが、この建物はのちに軽井沢に移築され、1932年（昭和7年）にホテルとして開業された（現存せず）。現在の建物は1929年（昭和4年）に建てられたものであり（英国工務局設計）、大使館として建てられたものの中では現存する唯一の戦前以来の建築である。また、1987年（昭和62年）、新館と呼ばれる二番目のオフィス用建物が完成した。
太平洋戦争（大東亜戦争）の勃発と共に、日英の国交は断絶し、大使館も閉鎖された。終戦直後、大使館はイギリス海軍の管轄下におかれ軍艦扱いされた。軍艦としての艦名はリターン号（H.M.S.Return）であった。1946年（昭和21年）6月、大使館は「駐日英国連絡公館」（British Liaison Mission in Tokyo）として通常の業務に戻り、1952年（昭和27年）4月28日のサンフランシスコ講和条約の発効に伴う日英国交回復により、大使館の名称に戻った。

## 東日本大震災における原発事故への対応
2011年（平成23年）3月11日に発生した東日本大震災（東北地方太平洋沖地震）の際の福島第一原子力発電所事故にともない、ドイツ、スイス、オーストリアなど25ヵ国以上の国が東京の大使館を閉鎖、あるいはその機能を関西以西に移したが、英国はイタリアなどとともに東京都にとどまった。大使館のウェブサイトでは、在日イギリス人に向けて、英国の原子力専門家の見解を示し、福島第一原子力発電所から一定の距離を保てば、放射能汚染を過度に恐れる必要はないことを科学的に説明。また、当時のディビッド・ウォレン駐日英国大使は、支援物資を載せた自動車を連ねて宮城県に入り、震災発生の2日後から16日まで現地の避難所をまわった。

## 土地をめぐる問題
1872年（明治5年）以来、日本国政府はイギリス政府に対して3万5000平方メートルの国有地を貸し付け、そこに英国大使館が設置されていた。賃貸料は10年単位で両国政府間の協議にて決定してきたが、2013年（平成25年）には路線価約700億円に対し年間の賃貸料は8129万円と極めて低めに設定されており、協議が難航することも多く、抜本的な問題解決が望まれた。2013年（平成25年）12月、両国政府の間で土地を日本側とイギリス側で分割することで基本的に合意した。2015年（平成27年）8月31日、最も南側の約7000平方メートルが返還され、残りはイギリス政府の所有となった。返還された敷地には、2023年3月15日、国民公園皇居外苑半蔵門園地が開設された。
なおイギリス以外にも、アメリカ合衆国とスペインが、日本の国有地に駐日本国大使館を設置している。

## 在勤者

### 公使・大使以外の著名な在勤者
- ローレンス・オリファント：書記官。旅行家、神秘主義者。
- ジョン・ニール：生麦事件、薩英戦争時の代理公使。
- アレクサンダー・フォン・シーボルト：通訳。後に明治政府のお雇い外国人。
- アーネスト・サトウ：通訳。後に公使として再来日。日本学者。
- ウィリアム・ウィリス：医師、江戸領事。
- アルジャーノン・ミットフォード：書記官。
- ジョン・ハーリントン・ガビンズ：書記官、日本学者。
- ウィリアム・ジョージ・アストン：通訳、領事、日本学者。
- ジョン・ハーリントン・ガビンズ：通訳、領事、日本学者。
- ジョセフ・ヘンリー・ロングフォード：通訳、領事、日本学者。
- ジョージ・サンソム：商務参事官、日本学者。
- フランシス・ピゴット少将：駐在陸軍武官。
- ハイラム・ショウ・ウィルキンソン：通訳、領事裁判官。